# Special Olympics Mali
Special Olympics Mali (englisch: Special Olympics Mali) ist der malische Verband von Special Olympics International, der weltweit größten Sportbewegung für Menschen mit geistiger Beeinträchtigung und Mehrfachbeeinträchtigung. Ziel ist die sportliche Förderung dieser Personengruppe und die Sensibilisierung der Gesellschaft für sie. Außerdem betreut der Verband die malischen Athletinnen und Athleten bei den Special Olympics Wettbewerben.

## Geschichte
Special Olympics Mali wurde 1993 mit Sitz in Bamako gegründet.

## Aktivitäten
2015 waren 502 Athletinnen, Athleten und Unified Partner sowie 40 Trainer bei Special Olympics Mali registriert.

### Sportarten
Folgende Sportarten werden vom Verband angeboten: 
- Basketball (Special Olympics)
- Fußball (Special Olympics)
- Leichtathletik (Special Olympics)

### Teilnahme an Weltspielen vor 2020
(Quelle: )
- 1995 Special Olympics World Summer Games, Connecticut, USA (8 Athletinnen und Athleten)
- 1999 Special Olympics World Summer Games, North Carolina, USA (11 Athletinnen und Athleten)
- 2011 Special Olympics World Summer Games, Athen (4 Athletinnen und Athleten)
- 2015 Special Olympics World Summer Games, Los Angeles, USA (4 Athletinnen und Athleten)
- 2019 Special Olympics World Summer Games, Abu Dhabi, Vereinigte Arabische Emirate (12 Athletinnen und Athleten)[2]

### Teilnahme an den Special Olympics World Summer Games 2023 in Berlin
Special Olympics Mali nahm an den Special Olympics World Summer Games 2023 teil. Die Delegation wurde vor den Spielen im Rahmen des Host Town Program vom Landkreis Augsburg betreut und bestand aus 22 Athletinnen und Athleten. Der Verband gewann in Berlin die erste Goldmedaille bei Weltspielen in seiner Geschichte, und zwar im Basketball.